# Surat Diamond Bourse
Surat Diamond Bourse (SDB) é um centro de comércio de diamantes localizado em DREAM City, Surate, Gujarat, Índia, projetado pela empresa de arquitetura Morphogenesis. É o maior hub de comércio de diamantes do mundo, e também é o maior edifício de escritórios do mundo, superando O Pentágono.

## História
O projeto SDB foi lançado pela ex-Ministra-Chefe de Gujarat, Anandiben Patel, após a colocação da pedra fundamental para a construção do complexo, assim como da Diamond Research and Mercantile City, em 15 de fevereiro de 2015. Embora a pandemia de COVID-19 tenha desacelerado o progresso da construção, o ritmo aumentou após o levantamento das restrições. A estrutura geral do complexo foi concluída em maio de 2022, e a construção geral foi concluída em 26 de julho de 2023. Foi oficialmente declarado como o maior edifício de escritórios do mundo, superando O Pentágono, pelo Guinness World Records em 22 de agosto de 2023. Deveria ser inaugurado pelo Primeiro-ministro Narendra Modi em novembro de 2023, mas devido a alguns trabalhos internos pendentes, foi adiado e inaugurado em 17 de dezembro de 2023.

## Estrutura

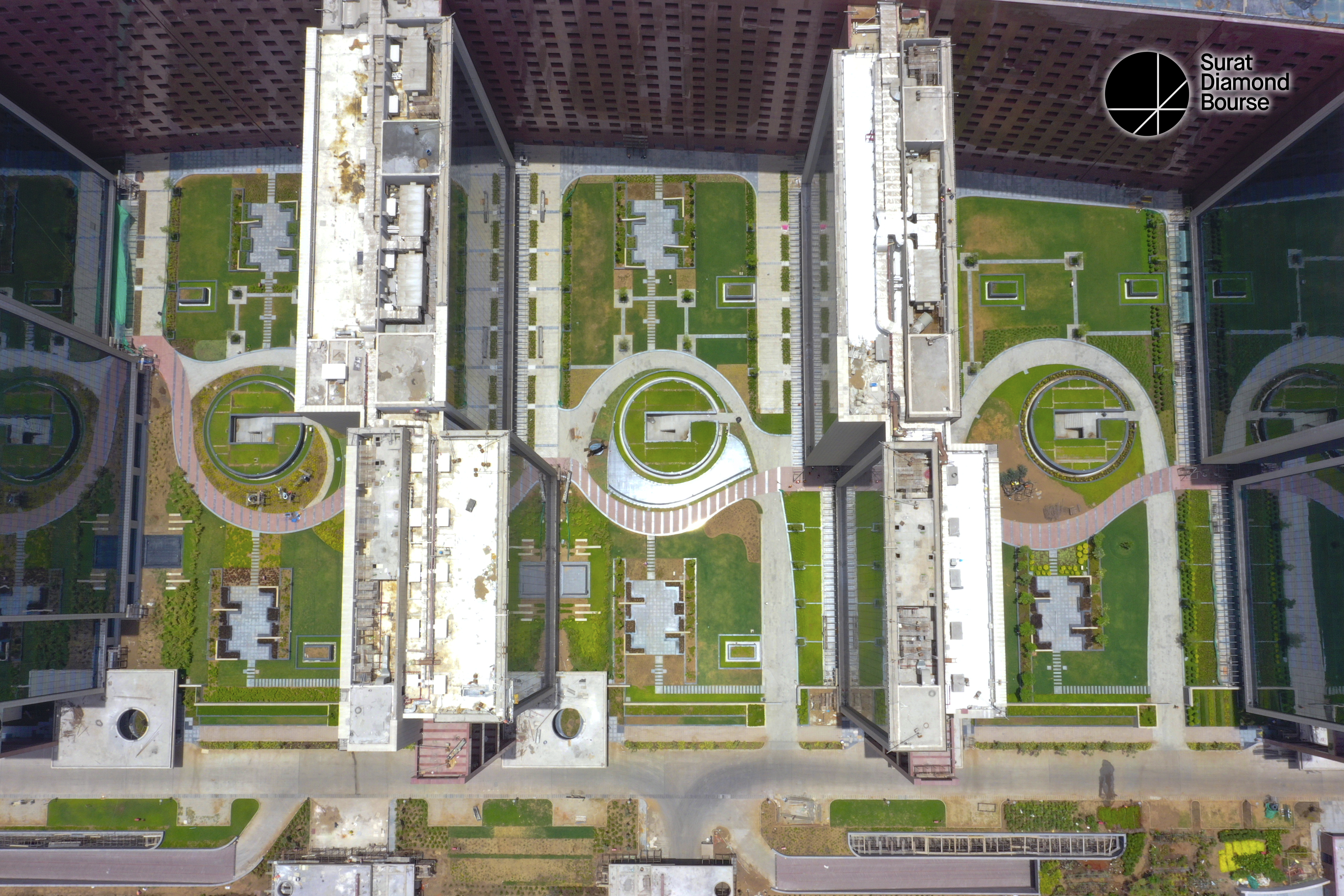
Panchtattva tribunais entre as torres do complexo SDB

O edifício está localizado no núcleo da Diamond Research and Mercantile City, um distrito comercial em ascensão. Ele se estende por Predefinição:Convert/acres, com uma área construída de 660 000
 pés quadrados (61 000 metro quadrados). A bolsa é composta por nove torres interconectadas, cada uma com 15 andares, acomodando 4.200 escritórios que variam de 300
 pés quadrados (28 metro quadrados) a 7 500
 pés quadrados (700 metro quadrados), dos quais 2.700 escritórios têm uma área de 300 pés quadrados (28 m2) cada em cinco torres, 900 escritórios com uma área de 500 pés quadrados (46 m2) em uma torre, 400 escritórios com uma área de 1,000 pé quadrado (0,0 929 m2) em outra torre, e duas torres oferecendo 350 escritórios maiores com mais de 1,000 pé quadrado (0,0 929 m2) de área. As nove torres são conectadas entre si por um grande corredor central de 22 km de comprimento, com acesso a serviços e instalações semelhantes a um terminal de aeroporto. Existem nove tribunais Panchtattva entre os nove edifícios, criados como espaços recreativos e verdes. Há 131 elevadores, com uma velocidade de três metros por segundo. Possui um espaço de estacionamento subterrâneo em dois níveis, capaz de acomodar 4.500 carros e 10.000 motocicletas. Todos os escritórios são climatizados centralmente por meio de um sistema de resfriamento de água gelada. O edifício oferece comodidades como salas de conferências, salas de uso múltiplo, restaurantes, bancos e lojas de varejo, juntamente com planos de segurança. Além disso, há uma casa dedicada para desembaraço aduaneiro de importação e exportação de diamantes, um Instituto Nacional de Pesquisa de Diamantes (NDRI), um centro de convenções internacional, instalações de educação internacional e hotéis cinco estrelas. O complexo é um edifício pré-certificado como edifício verde pelo Indian Green Building Council (IGBC) devido às suas medidas ecologicamente corretas e sustentáveis, e é chamado de maior edifício corporativo do mundo.

## Assuntos Corporativos
O complexo será um destino único para mais de 65.000 profissionais de diamantes, incluindo lapidadores, polidores e negociantes. O prédio pode abrigar 4.200 negociantes de 175 países, que virão ao complexo para comprar diamantes lapidados. Isso empregará mais de 150.000 pessoas na indústria de diamantes de Surat, aumentando o número atual de trabalhadores de 800.000 para cerca de 1 milhão. Segundo o presidente do SDB, Vallabhbhai Patel, estima-se que um faturamento de mais de ₹200 000 crore (US$ 124,95 bilhões) possa ser alcançado anualmente.

## Recepção
A bolsa recebeu uma recepção morna dos negociadores de diamantes, pois está localizada nos arredores da cidade de Surat e possui uma conectividade deficiente, quando comparada com a existente Bharat Diamond Bourse, localizada na cidade mais bem conectada de Mumbai. A SDB anunciou incentivos para transferir os negócios de diamantes para Surat. Para impulsionar a conectividade, é necessário ter uma conectividade global com Surat, semelhante aos centros globais de diamantes de Antuérpia, Chicago e Londres, a fim de estabelecer sua dominação fora de Mumbai e permitir que as empresas entrem sem hesitação. O Aeroporto de Surat foi expandido para o status internacional, o que também foi inaugurado no mesmo dia da inauguração da SDB, e ajudará a cumprir esse objetivo. Em dezembro de 2023, das 4.200 salas, 135 foram abertas, das quais 26 são operadas por empresas de diamantes com sede em Mumbai.

## Centro de joias de diamante
O complexo também possui o "shopping de joias de diamante", que é o primeiro do mundo. Ele cobre uma área de Predefinição:Convert/pés quadrados dentro da SDB, e abrigará as principais marcas internacionais especializadas em varejo de joias de diamantes. Como parte do shopping, a SDB terá 27 showrooms de joias de diamantes para fornecer espaços para as marcas. Os showrooms serão leiloados pelo Comitê Administrativo da SDB.

## Centro de liberação alfandegária
O complexo abriga o maior centro de liberação alfandegária da Índia, cobrindo uma área de Predefinição:Convert/pés quadrados O escritório alfandegário, estrategicamente localizado no subsolo da SDB, supervisionará a exportação de diamantes valiosos para vários países. Ele será composto por 11 funcionários, incluindo um superintendente alfandegário e inspetores, todos patrocinados pelo comitê da bolsa de diamantes da SDB pelos primeiros três anos. O escritório alfandegário possui muitas instalações, incluindo uma área de espera, duas caixas-fortes, uma sala de despacho alfandegário (CHA), uma sala de departamento postal, cabines de oficiais alfandegários, cabines de funcionários, uma sala de avaliadores e uma sala de conferências. A alfândega inspecionará e liberará pacotes de diamantes para exportação, e esses pacotes serão enviados para a caixa-forte segura do Aeroporto de Surat para exportação direta a destinos internacionais. No entanto, devido à falta de conectividade aérea internacional direta para destinos-chave como Nova York e Antuérpia a partir do Aeroporto de Surat, os pacotes de diamantes ainda serão enviados para Mumbai para exportação, uma vez liberados pelo escritório alfandegário da SDB. Em dezembro de 2023, segundo os oficiais da SDB, a aprovação final do quartel-general alfandegário de Delhi está pendente. Uma vez concedida, a alfândega da SDB será equipada com um sistema de Intercâmbio Eletrônico de Dados (EDI) para rastreamento eficiente de importações e exportações de diamantes, otimizando ainda mais o processo para a crescente indústria de diamantes de Surat.

## DREAM City
O potencial da indústria de diamantes de Surat inspirou a conceituação da Diamond Research and Mercantile City (DREAM City). Com o objetivo principal de melhorar as instalações de negociação da indústria de diamantes (integração direta e indireta), este projeto de cidade inteligente, como parte da Smart Cities Mission, cobre uma área de 683 hectares (1 700 acre(s)s), na NH-53, próximo ao centro internacional de exposições e convenções de Surat, e a uma distância de 3 km (1,9 mi) do aeroporto de Surat. A SDB está localizada no centro da cidade em desenvolvimento, tornando sua localização vantajosa ao ficar próxima à costa e aos mercados globais, como os países do Oriente Médio dos Emirados Árabes Unidos, Irã, Catar, Omã, etc.

## Medidas de proteção ambiental e sustentabilidade
Com foco na sustentabilidade, a SDB minimiza seu impacto ambiental ao aderir aos princípios de Panchtattva, alinhando-se aos cinco elementos da natureza. O prédio consome 50% menos energia usando sistemas de iluminação natural, alcançando notáveis 45 kWh/m²/ano em comparação com os padrões verdes da indústria de 110 kWh/m²/ano, conforme o Energy Conservation Building Code (ECBC), ganhando assim a prestigiosa classificação Platina do Indian Green Building Council (IGBC). Possui um dos maiores sistemas de resfriamento radiante do mundo. Uma combinação de massa térmica e porosidade em áreas relevantes resulta em baixos ganhos de calor externo e menores cargas de resfriamento. Sistemas climáticos híbridos integram estratégias passivas para ventilação natural com resfriamento mecânico eficiente. A espinha central se expande em aletas verticais para direcionar ventos de baixa intensidade usando o Efeito Venturi, enquanto átrios escalonados permitem a saída de ar quente através do Efeito Chaminé, mantendo assim um microclima agradável, ou temperatura interna. Os sistemas de resfriamento radiante resfriam os interiores por meio de um sistema eficiente em energia, que utiliza água gelada nos pisos e tetos. O projeto solar no telhado executado pela startup com sede em Ahmedabad, URON Energy, é um dos projetos solares no telhado que mais geram energia no mundo, com algumas características muito raras e inovadoras, como:
É o maior projeto solar no telhado com fundação flutuante na Índia, utilizando mais de 545 toneladas de concreto pré-misturado (RMC).
Cerca de 40 toneladas de estruturas de montagem galvanizadas a quente (HDG) foram instaladas, estabelecendo um novo padrão e um recorde para plantas solares de capacidade semelhante na Índia.
Possui uma tecnologia única de inversor de 3ª geração e os painéis solares têm a capacidade de gerar energia de ambos os lados, frente e verso.
Uma solução de limpeza robótica sem água nos painéis solares foi instalada para economizar água e maximizar a geração de energia.
Outras características, como sistemas sustentáveis de disposição de resíduos, foram implementadas, e há uma área verde adequada nas instalações da SDB para tornar o local ecologicamente correto e promover o reflorestamento.

## Conectividade
A SDB está conectada à DREAM City por várias opções de transporte, como o núcleo da cidade, incluindo:
Metrô: A SDB está localizada perto da futura estação de metrô da DREAM City e do depósito de metrô de Khajod, que fazem parte da construção da Linha 1 do Metrô de Surat. A linha do metrô conectará a SDB a outras partes de Surat, bem como ao Aeroporto Internacional de Surat. BRTS: A SDB também está conectada à DREAM City pelo BRTS (Sistema de Trânsito Rápido por Ônibus). O sistema BRTS fornece um serviço de ônibus de alta velocidade que conecta a SDB a outras partes de Surat. Rodovia: A SDB também está conectada à DREAM City por estrada. A principal rodovia que conecta a SDB à DREAM City é a NH-53, que corre paralela ao norte do complexo. Além dessas opções de transporte, também há planos para construir uma passarela elevada que conectará a SDB ao Centro de Convenções da Dream City. A passarela proporcionará uma conexão amigável para pedestres entre as duas instalações.
Conectividade entre a SDB e a DREAM City:
A estação de metrô está localizada a cerca de 1 km (0,62 mi) da SDB. A estação BRTS está localizada a cerca de 500 m (1 600 pé) da SDB. A NH-53 é uma rodovia de seis faixas que conecta a SDB a outras partes de Surat. A passarela elevada deve ser concluída em 2024.